# Palacio de Propaganda Fide
El Palacio de Propaganda Fide (en italiano: Palazzo di Propaganda Fide) es un palacio en Roma, situado en la Plaza de España, en el rione de Trevi. Forma parte del Patrimonio de la Humanidad declarado por la Unesco en 1990, con el número 91-008. Es un enclave de la Santa Sede perteneciente a Italia, que goza del beneficio de la extraterritorialidad.
El edificio es la sede del colegio jesuita del Vaticano y desde el principio sirvió como sede de la Congregación para la Propagación de la Fe (Propaganda Fide), guiada por los jesuitas, que fue fundada en 1622. 
El primer arquitecto encargado de los trabajos fue Gianlorenzo Bernini, que fue sustituido en el año 1644 por Francesco Borromini, porque su estilo gustaba más al comitente, el Papa Inocencio X. Los trabajos se extendieron hasta el año 1667.
La fachada de Borromini está organizada en torno a potentes pilastras entre las cuales las ventanas de las alas laterales están curvadas hacia el interior, mientras que las centrales están curvadas hacia el exterior. La banda centras está, nuevamente, curvada hacia el interior.
Este continuo movimiento de la fachada está considerado uno de los ejemplos más interesantes del barroco en Roma.
El colegio de los jesuitas no se puede visitar actualmente.